# 加須駅

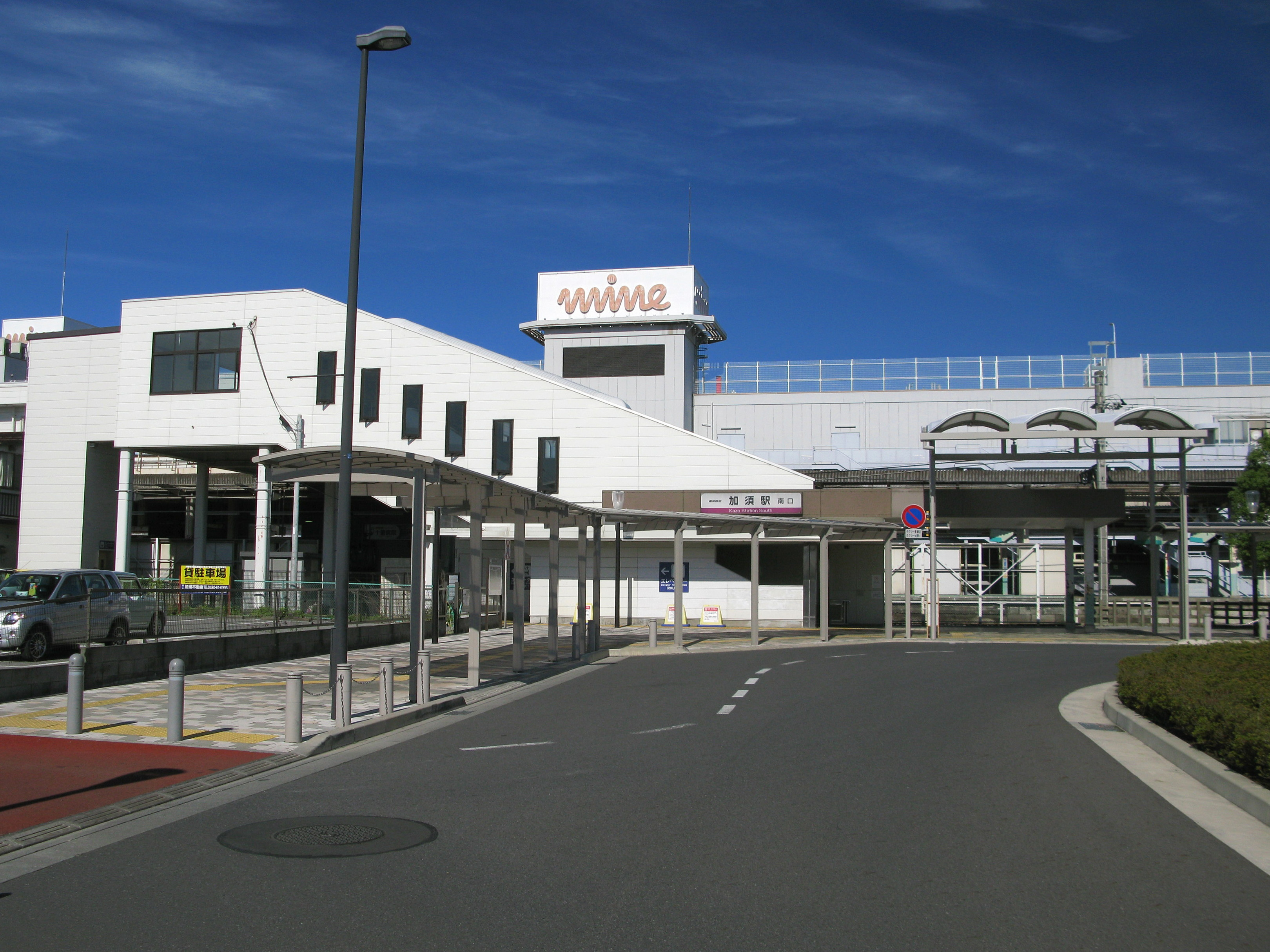
南口（2012年7月）

加須駅（かぞえき）は、埼玉県加須市中央一丁目にある、東武鉄道伊勢崎線の駅である。駅番号はTI 05。

## 年表
- 1902年（明治35年）9月6日 - 久喜駅から当駅まで開通と同時に開業[1]。
- 1903年 （明治36年）4月23日 - 当駅 - 川俣駅間開業[2]。
- 1985年（昭和60年）11月22日 - 橋上駅舎と駅ビルが完成。
- 2006年（平成18年）3月18日 - ダイヤ改正に伴い準急が区間急行に名称変更され大幅に本数が削減されると同時に日中の運用形態が久喜駅で系統分割され、日中に浅草駅に向かう列車は特急「りょうもう」のみとなった。日中の時間帯は久喜駅－館林駅及び太田駅間を結ぶ普通列車の運用となった[3]。また、区間準急の新たな停車駅となった[3]。
- 2012年（平成24年）3月17日 - TI 05の駅ナンバリングを導入。
- 2013年（平成25年）3月25日 - 発車メロディを導入。
- 2017年（平成29年）4月21日 - 特急「リバティりょうもう」が運用開始され、新たな停車駅となった[4]。

## 駅構造
島式ホーム1面2線と単式ホーム1面1線、計2面3線を有する地上駅。橋上駅舎を備える。
1番線ホームには加須市の名産品が展示されたショーウィンドウがある。
2番線ホームは上下発着可の待避線で、下り普通列車で特急通過待ちを行う列車が使用する。ダイヤが乱れた場合や試運転列車は折返しに使用することがある。
2008年（平成20年）6月27日にLED式発車標、2010年（平成22年）3月24日に多機能トイレ及びエレベーターが設置された。
次の南羽生駅までの駅間距離（4.6 km）は伊勢崎線内では最長距離である。

### のりば
| 番線 | 路線     | 方向 | 行先                                                                                 |
| ---- | -------- | ---- | ------------------------------------------------------------------------------------ |
| 1    | 伊勢崎線 | 上り | 久喜・東武動物公園・ 東武スカイツリーライン 北千住・とうきょうスカイツリー・浅草方面 |
| 2・3 | 伊勢崎線 | 下り | 館林・足利市・太田・ 桐生線 赤城方面                                                 |

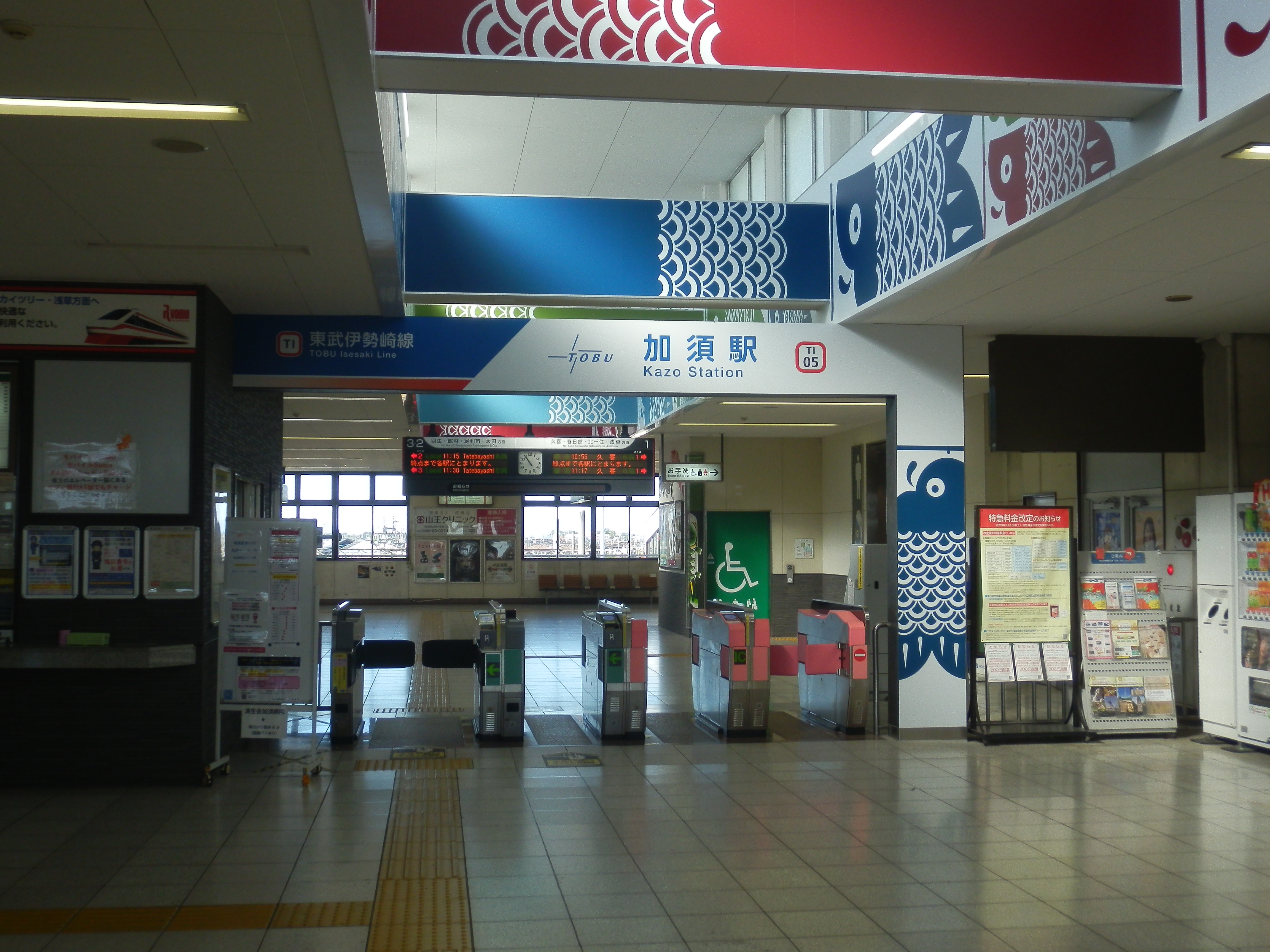
改札 （2023年11月）
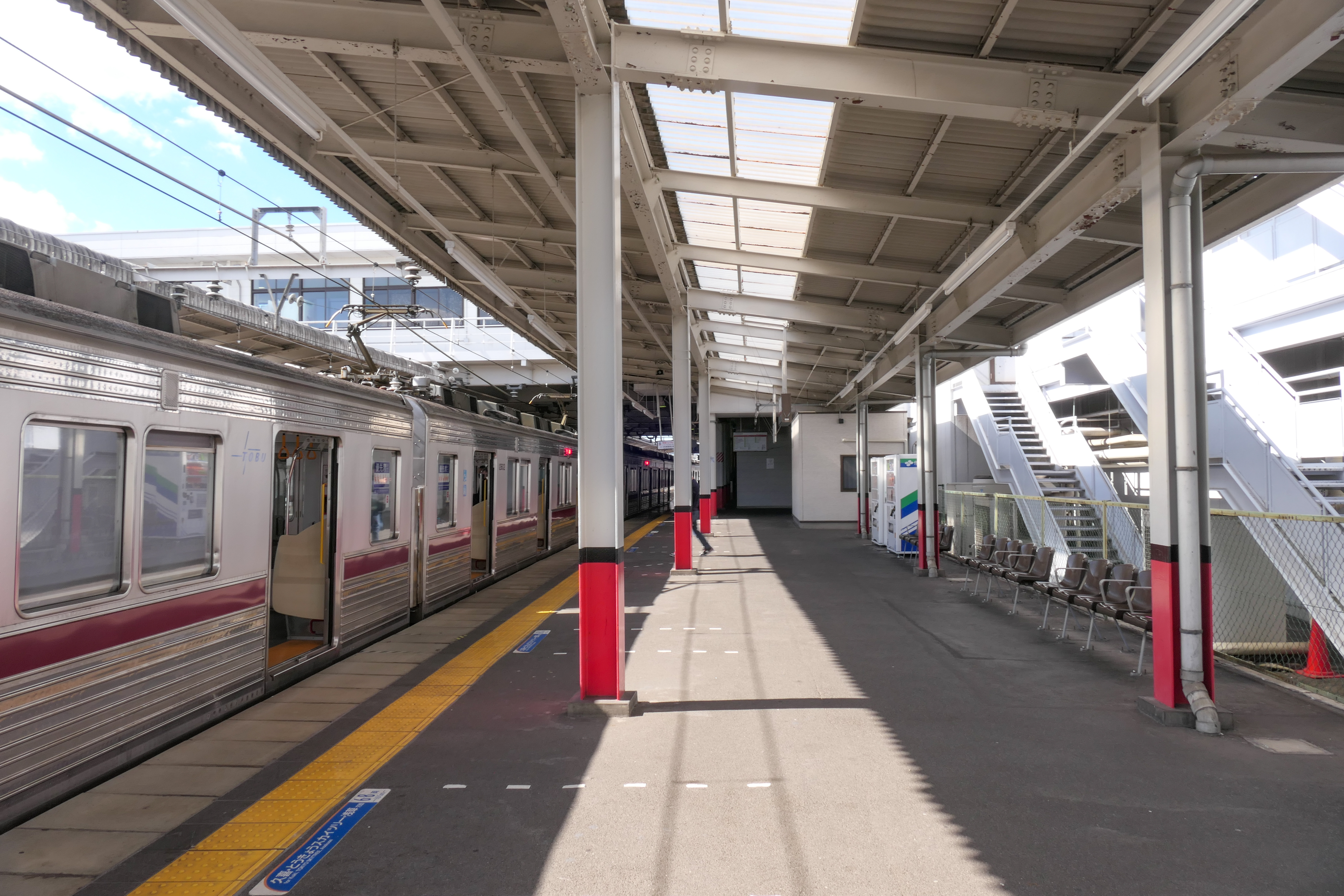
1番線ホーム （2021年10月）
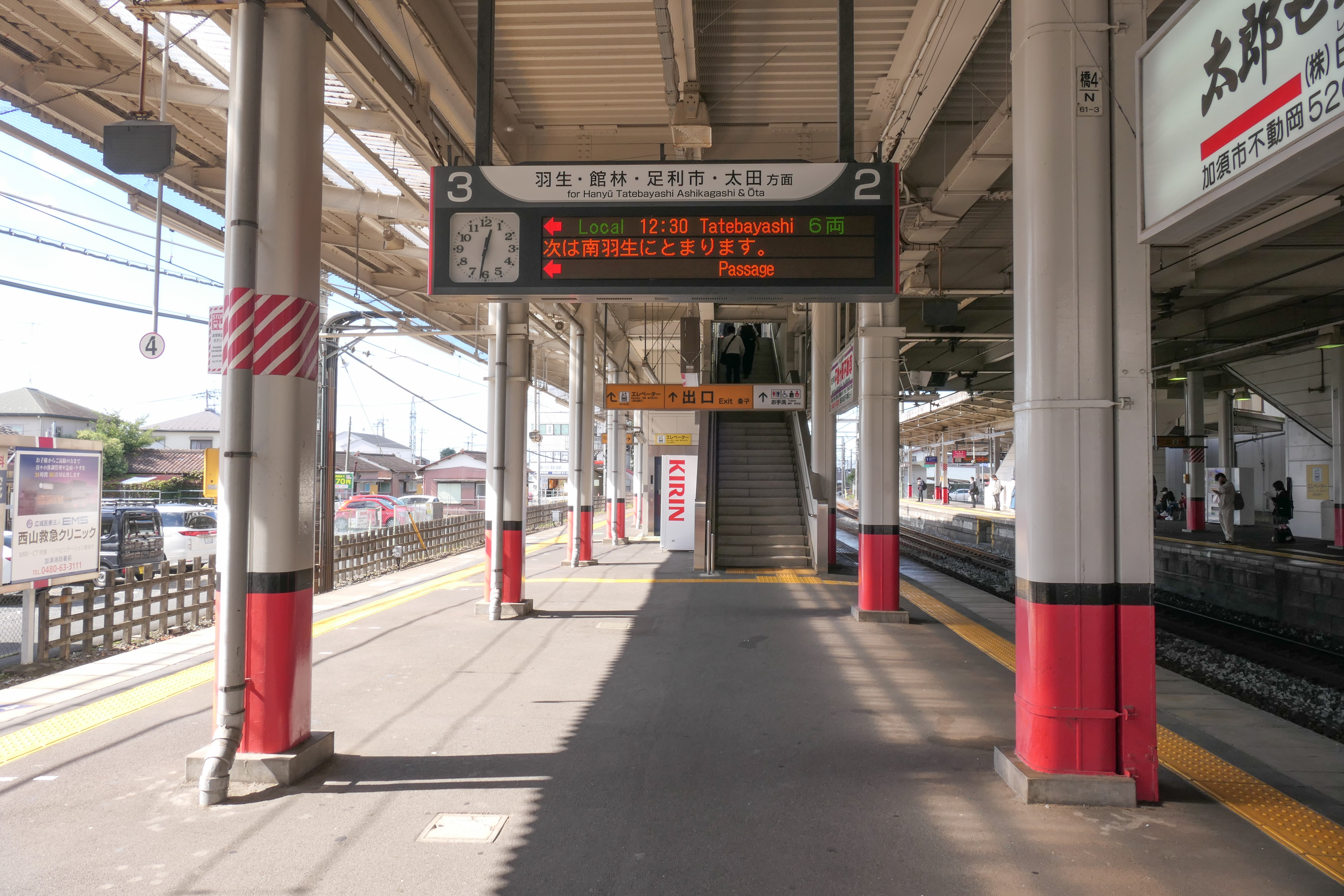
2・3番線ホーム （2021年10月）

## 利用状況
2024年度の1日平均乗降人員は12,566人である。市内中心部や騎西地区のほか、鴻巣市川里地区からの利用者も多い。
近年の1日平均乗降・乗車人員の推移は下記の通り。
| 年度               | 1日平均 乗降人員 | 1日平均 乗車人員 | 出典                |
| ------------------ | ---------------- | ---------------- | ------------------- |
| 1998年（平成10年） | 16,804           |                  |                     |
| 1999年（平成11年） | 16,545           | 8,284            | [ * 1 ]             |
| 2000年（平成12年） | 16,361           | 8,172            | [ * 2 ]             |
| 2001年（平成13年） | 15,954           | 8,055            | [ * 3 ]             |
| 2002年（平成14年） | 15,653           | 7,854            | [ * 4 ]             |
| 2003年（平成15年） | 15,333           | 7,682            | [ * 5 ]             |
| 2004年（平成16年） | 15,088           | 7,534            | [ * 6 ]             |
| 2005年（平成17年） | 14,961           | 7,454            | [ * 7 ]             |
| 2006年（平成18年） | 15,008           | 7,456            | [ * 8 ]             |
| 2007年（平成19年） | 15,107           | 7,502            | [ * 9 ]             |
| 2008年（平成20年） | 15,096           | 7,491            | [ * 10 ]            |
| 2009年（平成21年） | 14,874           | 7,389            | [ * 11 ]            |
| 2010年（平成22年） | 14,557           | 7,233            | [ * 12 ]            |
| 2011年（平成23年） | 14,254           | 7,133            | [ * 13 ]            |
| 2012年（平成24年） | 14,399           | 7,174            | [ * 14 ]            |
| 2013年（平成25年） | 14,615           | 7,266            | [ * 15 ]            |
| 2014年（平成26年） | 14,087           | 7,022            | [ * 16 ]            |
| 2015年（平成27年） | 14,133           | 7,044            | [ * 17 ]            |
| 2016年（平成28年） | 13,942           | 6,988            | [ * 18 ]            |
| 2017年（平成29年） | 13,789           | 6,907            | [ * 19 ]            |
| 2018年（平成30年） | 13,728           | 6,875            | [ 東武 3 ] [ * 20 ] |
| 2019年（令和元年） | 13,569           | 6,790            | [ 東武 4 ] [ * 21 ] |
| 2020年（令和02年） | 10,253           |                  | [ 東武 5 ]          |
| 2021年（令和03年） | 11,206           | 5,614            | [ 東武 6 ]          |
| 2022年（令和04年） | 12,211           | 6,120            | [ 東武 7 ]          |
| 2023年（令和05年） | 12,532           | 6,279            | [ 東武 8 ]          |
| 2024年（令和06年） | 12,566           | 6,293            | [ 東武 1 ]          |

## 駅周辺
- かぞマイン（東武ストア） - 駅舎に併設。
- タクシー乗り場（北口のみ）
- 加須市市民総合会館 市民プラザかぞ（加須市立加須図書館）
- 加須保健所
- 埼玉県済生会加須病院
- 加須東栄郵便局
- 加須市役所
- 加須郵便局
- 加須市文化・学習センター パストラルかぞ
- 加須市民運動公園
- 加須市商工会館
- 埼玉県加須警察署
- 千方神社
- 埼玉県立不動岡高等学校
- 埼玉県道411号加須停車場線
- ハードオフコーポレーション
- ロヂャース加須店
- コープみらい ミニコープ東栄町店
- ヤオコー加須店（旧イトーヨーカドー加須店）
- とりせん 加須浜町店
- 加須市立加須小学校

## 路線バス
かつてロータリーが北口しかなかった為、バスは必然的に北口を発着していたが、南口ロータリー設置後は、コミュニティバスは全て南口を発着し、路線バスも南口を経由するようになった。路線バスに関しては車庫の位置関係上、今でも北口発着は残っているが、南口から鴻巣方面へ折り返して北口を経由しない便が多くなり、大越馬場行きの路線は廃止されて南口発着の循環バス新路線に移行されるなど、現在は南口がバスの中心地へとシフトされている。
- 一般路線バス（朝日自動車加須営業所） 
 以下路線は、北口側と南口側双方を発着して両方面を直通する当駅経由便と、片方のみ発着する当駅折り返し便があり、前者の場合は逆方向も乗車可。
  - 北口：KZ01・KZ11〜KZ14 加須車庫 行き
  - 南口：KZ11〜KZ14・KZ21〜KZ24 鴻巣駅・免許センター 方面
- 加須市コミュニティバス「かぞ絆号」

日曜日と12月29日～1月3日までは運休。
循環バスとシャトルバスは全て南口発着。
  - 循環バス
    - 西循環コース 右回り／左回り
    - 東循環コース 右回り／左回り

  - シャトルバス
    - 新古河駅西口 行き
    - 済生会加須病院 行き

  - デマンド型乗合タクシー
    - 北口：中エリア
    - 南口：南エリア
- 高速バス（秩父鉄道観光バス／JRバス関東アライアンス）
  - 北口：ゆめぐり埼玉号 伊香保温泉・草津温泉行き ※ 2024年1月20日運行開始[8]

## 隣の駅
東武鉄道
 伊勢崎線
- ■特急「りょうもう」・■特急「リバティりょうもう」一部停車駅

■区間急行・■区間準急・■普通
花崎駅 (TI 04) - 加須駅 (TI 05) - 南羽生駅 (TI 06)